# Skutelarija
Skutelarija je rod cvetnice iz porodice usnatica (Lamiaceae). One su na engleskom govornom području poznate pod imenom skullcaps. Njihovo generičko ime je izvedeno iz latinske reči scutella, sa značenjem „mala posuda, poslužavnik”, ili "mali sud", u smislu oblika čašice. Ovaj rod ima subkosmopolitsku distribuciju, sa vrstama koje se javljaju skoro širom sveta, uglavnom u umerenim regionima.

## Raznolikost
Procenjuje se da je broj vrsta u ovom rodu između 300 i 350 ili 360 do 425.
Sledeće vrste su obuhvaćene:
- Rod Scutellaria:
  - Scutellaria alabamensis
  - Scutellaria albida
  - Scutellaria alborosea
  - Scutellaria alpina
  - Scutellaria altamaha
  - Scutellaria altissima
  - Scutellaria amoena
  - Scutellaria anatolica[14]
  - Scutellaria angustifolia
  - Scutellaria antirrhinoides
  - Scutellaria arenicola
  - Scutellaria arguta
  - Scutellaria atriplicifolia
  - Scutellaria aurata
  - Scutellaria baicalensis
  - Scutellaria barbata
  - Scutellaria bolanderi
  - Scutellaria brittonii
  - Scutellaria bushii
  - Scutellaria caerulea
  - Scutellaria californica
  - Scutellaria cardiophylla
  - Scutellaria columnae
  - Scutellaria costaricana
  - Scutellaria drummondii
  - Scutellaria elliptica
  - Scutellaria floridana
  - Scutellaria formosana
  - Scutellaria galericulata
  - Scutellaria glabriuscula
  - Scutellaria hastifolia
  - Scutellaria havanensis
  - Scutellaria hirta
  - Scutellaria hookeri
  - Scutellaria humilis
  - Scutellaria incana
  - Scutellaria incarnata
  - Scutellaria indica
  - Scutellaria integrifolia
  - Scutellaria laevis
  - Scutellaria lateriflora
  - Scutellaria longifolia
  - Scutellaria longituba
  - Scutellaria meehanioides
  - Scutellaria microphylla
  - Scutellaria minor
  - Scutellaria montana
  - Scutellaria multiglandulosa
  - Scutellaria muriculata
  - Scutellaria nana
  - Scutellaria nervosa
  - Scutellaria novae-zelandaie
  - Scutellaria ocmulgee
  - Scutellaria orientalis
  - Scutellaria ovata
  - Scutellaria parvula
  - Scutellaria pekinensis
  - Scutellaria potosina
  - Scutellaria pseudoserrata
  - Scutellaria purpurascens
  - Scutellaria racemosa
  - Scutellaria rehderiana
  - Scutellaria resinosa
  - Scutellaria rubicunda
  - Scutellaria sapphirina
  - Scutellaria saxatilis
  - Scutellaria serboana[15]
  - Scutellaria serrata
  - Scutellaria siphocampyloides
  - Scutellaria splendens
  - Scutellaria strigillosa
  - Scutellaria suffrutescens
  - Scutellaria texana
  - Scutellaria thieretii
  - Scutellaria tuberosa
  - Scutellaria ventenatii
  - Scutellaria violacea
  - Scutellaria viscidula
  - Scutellaria wrightii

## Spoljašnje veze
- „Scutellaria L. (skullcap)”. The PLANTS Database. United States Department of Agriculture.
- Scutellaria images. MorphBank.